# Reynolds Technology
Reynolds Technology Ltd ist ein Hersteller hochwertiger Rohre unter anderem aus Stahl, Aluminium und Karbon für Fahrräder, Motorräder und weitere Anwendungen. Das Unternehmen mit Sitz in Birmingham (England) wurde 1898 für die Produktion nahtloser, endverstärkter Stahlrohre gegründet.

## Geschichte

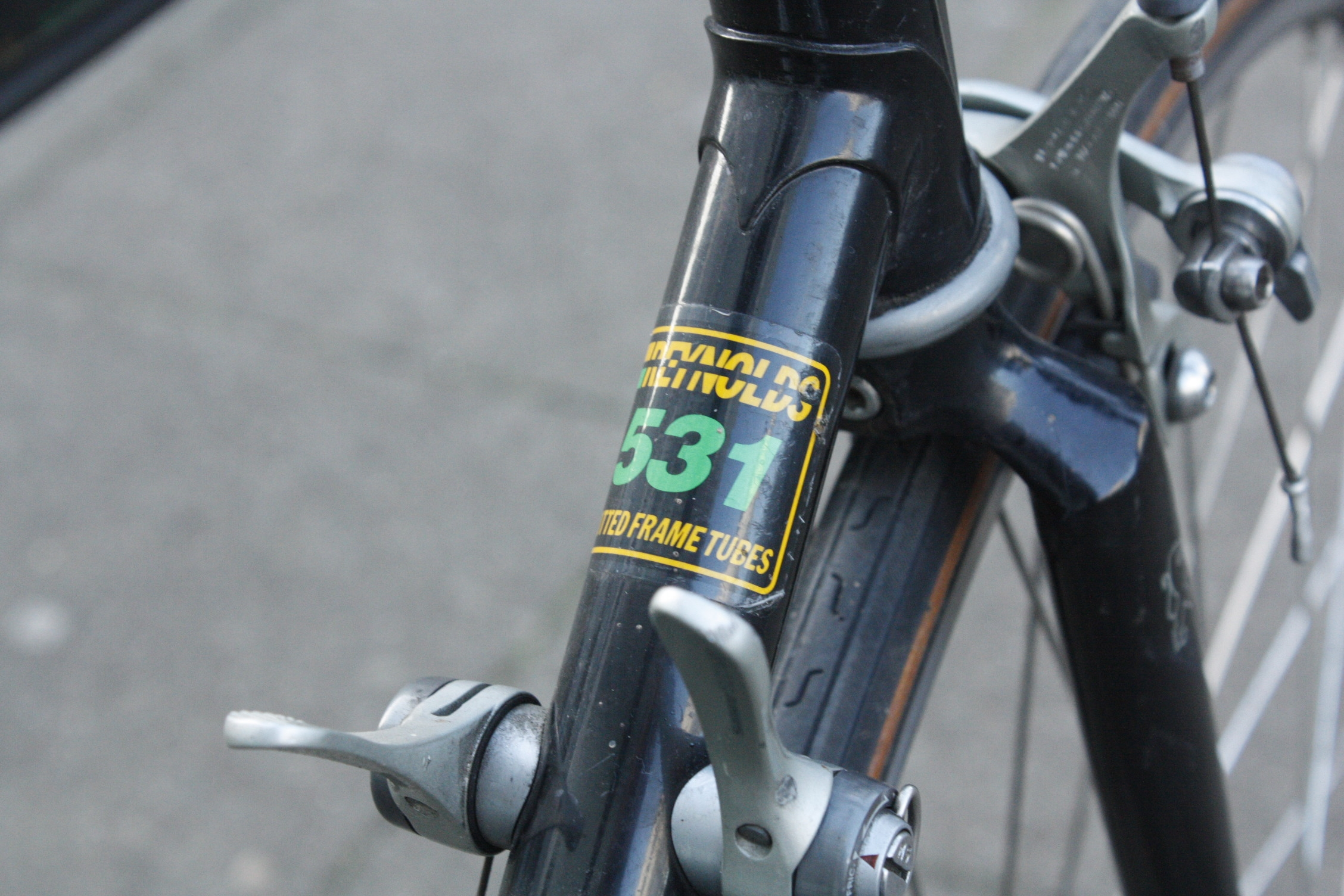
Reynolds 531 Label auf einem Peugeot Rennrad aus den 1990er Jahren

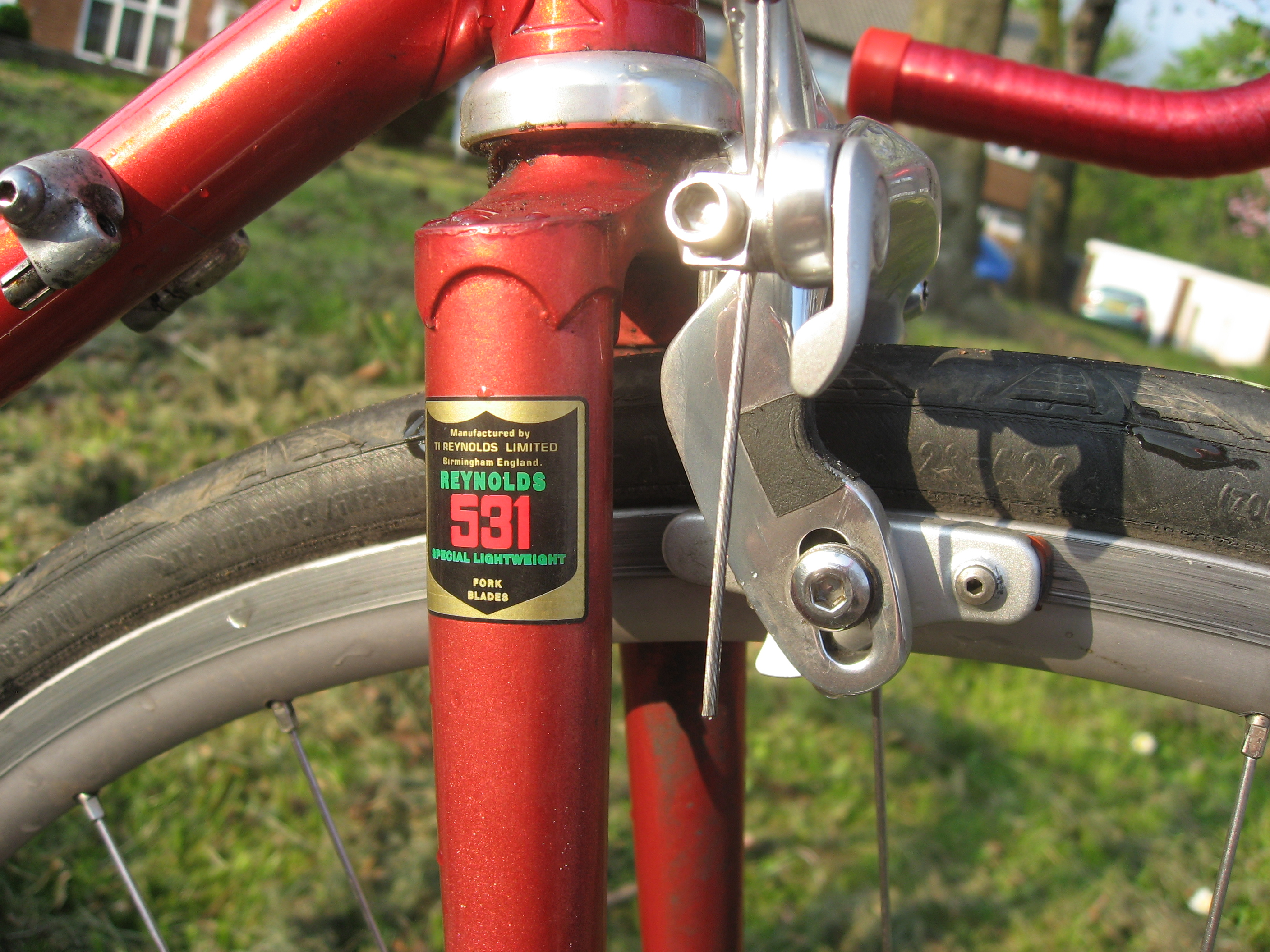
Reynolds 531SL Fahrradgabel

Die als The Patent Butted Tube Co., Ltd gegründete Firma geht auf die seit 1841 bestehende Nagelfabrik von John Reynolds zurück. Johns Enkel Alfred Milward und der Angestellte J.T. Hewitt entwickelten mit Blick auf die Fahrradhersteller den Prozess zur Herstellung endverstärkter Rohre und ließen ihn 1897 patentieren. Diese Rohre waren an den Enden dicker als im Mittelteil bei konstantem Außendurchmesser, was zu einer Gewichtseinsparung bei gleichbleibender Stabilität führte. Im darauffolgenden Jahr wurde die Produktion in den neuen Betrieb unter Führung von Alfred Milward und seinem Vater John Alfred ausgelagert.
Das Rahmenset 531 wurde 1934 eingeführt.
1996 übernahm Coyote Sports Inc., ein Privatunternehmen mit Sitz in Boulder (Colorado) TI Reynolds Ltd., was zur Namensänderung in Reynolds Cycle Technology Ltd. führte. 2006 wurde der Name erneut in Reynolds Technology Ltd. geändert, was zeigen sollte, dass neben Fahrradrohren auch weitere Produktlinien entstehen sollten.
Columbus Tubi (Padua, Italien) und Tange (Sakai, Japan) waren und sind die größten Mitbewerber bei Rohren für Stahlrahmen.
Dem Unternehmen nach haben 27 Gewinner der Tour de France das Rennen auf Rädern aus Reynolds-Rohren gewonnen.

## Produkte
Reynolds hat im Laufe der Jahre etliche Stahllegierungen selbst entwickelt. Einige Rohrtypen sind weit verbreitet.

### Stahl

#### Reynolds 501
Das Reynolds 501 bildete lange Zeit das Standardrohr für viele Rennräder im Mittelklasse-Bereich. Das 501 besteht aus Chrom-Molybdän-Stahl und wird in zwei verschiedenen Wandstärken hergestellt. Von dem Rohr gibt es verschiedene Spezifikationen: 501ATB = All terrain, Off road; 501 Magnum = wie ATB; 501SB = Single Butted; 501SL = Special lightweight (SL).

#### Reynolds 531
Die Reynolds 531 Legierung weist eine hohe Festigkeit auf und ist zu leichten Rohren zu verarbeiten. Das Reynolds 531 Rohr wird seit 1935 hergestellt und bildet bis heute die Grundlage für hochwertige Rennräder. Im Laufe der Jahre wurde es den technischen Möglichkeiten nach immer wieder angepasst.

#### Reynolds 708
708 war in den 1980ern eine Serie von Rahmenrohren, die nicht konifiziert (butted) waren. Der Satz wurde durch das Reynolds 753 abgelöst.

#### Reynolds 753
Das 753 Rohr war das erste gehärtete Set in der Rennradindustrie und basierte auf dem 531 Rohr. Viele Rahmenbauer hatten zunächst Probleme mit der Verarbeitung des dünnen Rohres, da es bei Überhitzung beschädigt wird. Das 753 wurde durch das Reynolds 725 abgelöst und ist nur noch auf spezielle Anfrage erhältlich.

#### Reynolds 853
Das Reynolds 853 ist ein nahtloses luftgehärtetes ("air-hardening") hocherhitztes Rohr. Der Reynolds 853er Rohrsatz wird aus einem nahtlos gezogenen Stahl hergestellt und wurde ursprünglich für den Seitenaufprallschutz für die Automobilbranche entwickelt.

#### Reynolds 953
Reynolds 953 ist ein rostfreies Rohr, das ab 2005 entwickelt wurde. Dazu arbeitete die Firma mit Carpenter Speciality Alloys zusammen um eine ultraleichte Sorte eines rostfreien Stahlrohres für Fahrradrahmen zu entwickeln. Dieses basiert auf einer speziell entwickelten martensitaushärtbaren Stahllegierung, die eine Zugfestigkeit von mehr als 2000 MPa (das 853 hat ungefähr 1400 MPa) leistet. Wegen des hochfesten Stahls können extrem dünne Rohrwände (bis zu 0,3 mm) erreicht werden, wodurch das Gewicht reduziert wird.

### Aluminium, Magnesium und Titan
Reynolds stellt mittlerweile neben Alurohren auch Rohre auf der Basis von Titan und Magnesium her. An Alurohren werden das 7005 (Al-Zn-Legierung), das 6061 (Al-Si-Mg-Legierung) und das X-100 (Al-Li-Legierung) angeboten.
In Titan gibt es die Rohre 6Al-4V (Stainless ELI Grade) und 2.5V (Nahtlos). Das MZM Electron besteht aus einer Magnesium-Legierung.

## Firmen und Marken mit Rahmen aus Reynolds-Rohren

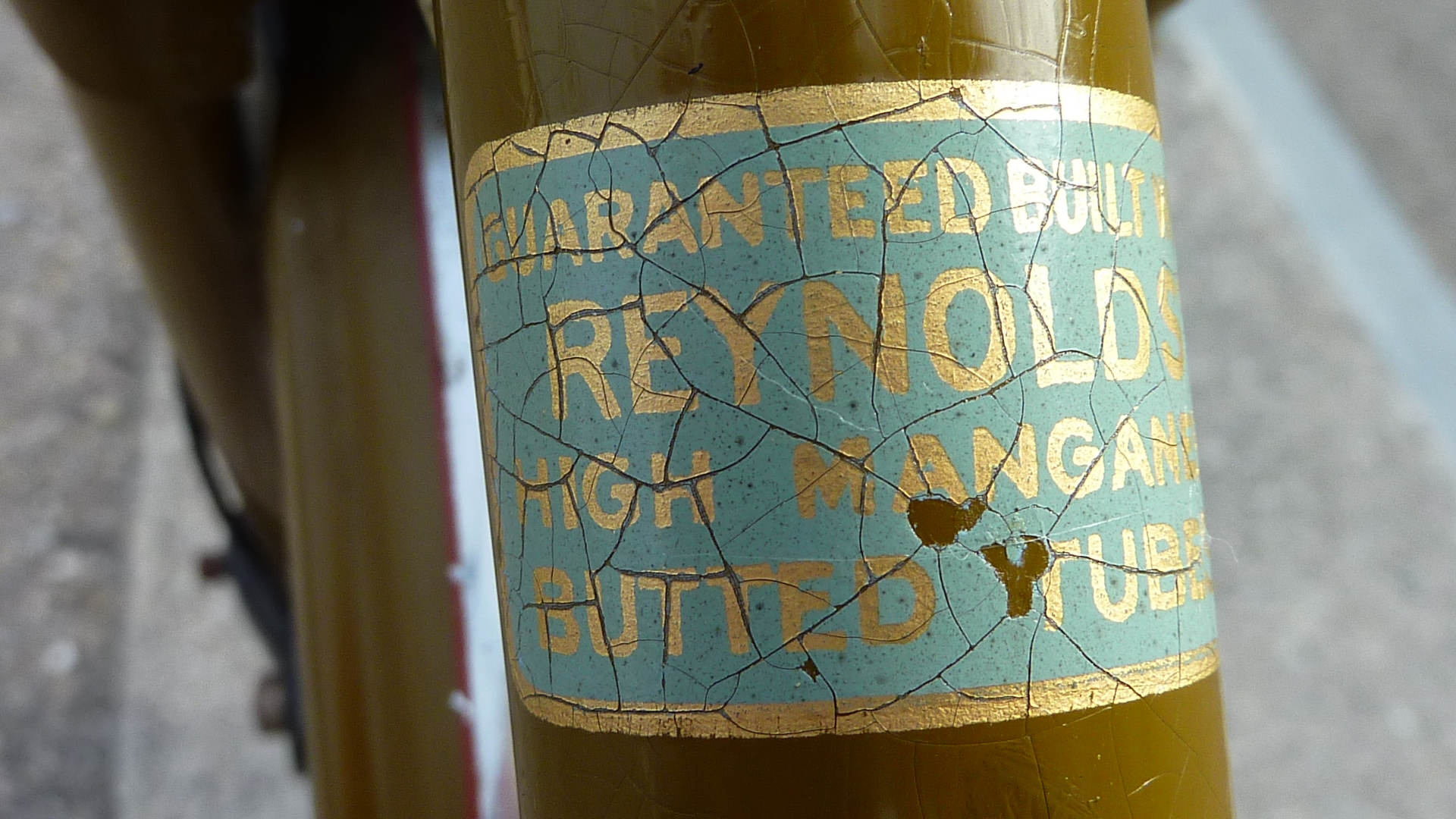
Reynolds-Rohre eines Motosacoche-Fahrrads, um 1935

Viele Hersteller und Marken verwenden Reynolds Rohre, beispielsweise
- Batavus
- Fuji
- Gazelle
- Genesis
- Gudereit
- Kona
- Motobecane
- Motosacoche
- Peugeot
- Raleigh
- Puch-Werke
- Torpado